# Evangelion: 2.0 You Can (Not) Advance
Evangelion: 2.0 You Can (Not) Advance (ヱヴァンゲリヲン新劇場版:破, Evangelion Shin gekijōban: Ha, Litt. Evangelion nouvelle version cinématographique: Interlude/Développement) est un film d'animation japonais réalisé par Masayuki et Kazuya Tsurumaki (en), écrit par Hideaki Anno et sorti en 2009. C'est le second volet de la tétralogie Rebuild of Evangelion basée sur la série Neon Genesis Evangelion. Il a été produit et co-distribué par le studio Khara.

## Synopsis
Le film débute avec la confrontation entre le troisième ange et Mari Illustrious Makinami, pilotant l'Eva 05 dans une base de l'Antarctique. Après une lutte acharnée, l'ange et l'Eva sont détruits.
De retour au Japon, on assiste à la visite de Shinji Ikari et son père sur la tombe de Yui Ikari. Le septième Ange (créé spécialement pour le film tout comme le troisième) attaque et est facilement vaincu par Asuka Langley Shikinami et l'Eva 02. Celle-ci emménageant plus tard chez Misato Katsuragi.
Pendant ce temps, Ryoji Kaji, présent dans la base de l'Antarctique, arrive au QG de la Nerv et remet au commandant Ikari et au vice-commandant Fuyutsuki la "clé de Nabuchodonosor".
Pendant que les pilotes des Eva et les amis de Shinji visitent un site de préservation de la biodiversité à l'invitation de Ryoji, le commandant Ikari et le vice-commandant visitent la base lunaire Taghba où est assemblé, sous les ordres directs de la Seele l'Eva 06. Le pilote de celle-ci, Kaworu Nagisa gratifie alors le commandant d'un "ravi de vous rencontrer, Père." C'est le moment que choisit Sahaqiel pour attaquer. Celui-ci sera vaincu grâce aux trois Eva, tout comme dans la série.
L'action reprend alors après l'échec de l'activation et la disparition de l'Eva 04. La branche américaine de la Nerv décide alors d'envoyer l'Eva 03 au Japon. Ne pouvant disposer de plus de trois Eva, comme stipulé dans le traité du Vatican, la Nerv scelle l'Eva 02 et choisit Asuka pour piloter l'Eva 03. Le film rejoint alors la série avec comme résultat une Asuka grièvement blessée.
À la suite de ces événements, tout comme dans la série, Shinji décide de quitter la Nerv. C'est alors que Zeruel décide d'attaquer. Détruisant les 24 niveaux de défense d'une seule attaque, il pénètre dans le Géofront et est confronté à Mari pilotant incognito l'Eva 02. Ne pouvant faire face à l'ange, elle décide d'activer le mode "bête" se traduisant par la désactivation des entraves de l'Eva 02, mais est vite vaincue. L'Eva 00 portant un missile N2 intervient et subit le même sort. L'Eva 02 éjectée pour sa sécurité par l'Eva 00 atterrit sur le bunker où se trouve Shinji. Grâce à elle, il voit Zéruel dévorer l'Eva 00 jusqu'aux chevilles et changer de forme. Celui-ci ayant acquis toutes les connaissances de Rei et la signature de l'Eva 00, Shinji rejoint la Nerv et accepte de piloter l'Eva 01 qui refusait son activation par le système factice. Le combat suit le cours de la série avec quelques différences mineures, jusqu'à la régression de l'Eva 01 qui retrouve ses pouvoirs, après avoir vaincu Zéruel et réussit à entrer en contact avec Rei. Shinji provoque involontairement le troisième impact.

## Doublage

### Voix originales
- Megumi Ogata : Shinji Ikari
- Kotono Mitsuishi : Misato Katsuragi
- Megumi Hayashibara : Rei Ayanami
- Yuko Miyamura : Asuka Langley

### Voix françaises
- Donald Reignoux : Shinji Ikari
- Laurence Bréheret : Misato Katsuragi
- Stéphanie Lafforgue : Rei Ayanami
- Marjolaine Poulain : Asuka Langley
- Isabelle Volpe : Mari Makinami Illustrious, Shinji enfant
- Bruno Meyère : Kaworu Nagisa
- Michel Roy : Gendō Ikari
- Olivia Dutron : Ritsuko Akagi
- Patrick Laplace : Ryôji Kaji
- Mathieu Rivolier : Kozo Fuyutsuki
- Ariane Deviegue : Maya Ibuki
- Cyril Aubin : Makoto Hyuga
- Tony Joudrier : Shigeru Aoba, Keel Lorentz
- François Créton : Toji Suzuhara
- Adrien Solis : Kensuke Aida
- Pascale Chemin : Yui Ikari
- Naïke Fauveau : Hikari Horaki

## Musique
La chanson du générique du film est Beautiful World -Planitb Acoustica Mix- interprétée par Hikaru Utada (qui interprète aussi celles des autres films de la série). C'est une nouvelle version de Beautiful World qui a servi de générique au film précédent ; elle sort en "single digital" en téléchargement.
La musique du film est composée par Shiro Sagisu. La bande originale sort le 8 juillet 2009 ; une édition spéciale comprend un second disque avec des musiques qui n'ont pas été utilisées dans le film.

## Réception

### Box-office
Lors de son premier weekend au Japon, le film se hisse en première position au box-office, accumulant 510 millions de yens en deux jours. Le film cumule l'équivalent de 40 millions de dollars américains, ce qui lui donne la troisième position des anime au box-office japonais de 2009.